# Abierto Mexicano Telcel 2018
Abierto Mexicano Telcel 2018 presentado por HSBC byl společný tenisový turnaj mužského okruhu ATP World Tour a ženského okruhu WTA Tour, hraný v areálu Mundo Imperial Acapulco Princess na dvorcích s tvrdým povrchem. Probíhal mezi 26. únorem až 5. březnem 2018 v mexickém Acapulcu jako 25. ročník mužské poloviny a 18. ročník ženské části turnaje.
Mužský turnaj se řadil do kategorie ATP World Tour 500 a jeho dotace činila 1 789 445 amerických dolarů. Ženská polovina hraná s rozpočtem 250 000 dolarů byla součástí kategorie WTA International Tournaments.
Nejvýše nasazenými hráči v singlových soutěžích se stali pátý tenista světa Alexander Zverev z Německa a třináctá hráčka žebříčku Sloane Stephensová ze Spojených států amerických. Jako poslední přímí účastníci do dvouher nastoupili moldavský 87. hráč žebříčku Radu Albot a australská 120. žena klasifikace Arina Rodionovová.
Dvacátý první singlový titul na okruhu ATP Tour vybojoval 29letý Argentinec Juan Martín del Potro. Čtvrtou trofej z dvouhry okruhu WTA Tour si odvezla 28letá Ukrajinka Lesja Curenková, která tak poprvé v kariéře obhájila turnajové vítězství. Sedmý společný deblový titul získal britsko-brazilský pár Jamie Murray a Bruno Soares. Německo-britská dvojice  Tatjana Mariová a Heather Watsonová triumfovala v ženské čtyřhře.

## Rozdělení bodů a finančních odměn

### Rozdělení bodů
| Soutěž       | vítězové | finalisté | semifinalisté | čtvrtfinalisté | 16 v kole | 32 v kole | Q  | Q3 | Q2 | Q1 |
| ------------ | -------- | --------- | ------------- | -------------- | --------- | --------- | -- | -- | -- | -- |
| dvouhra mužů | 500      | 300       | 180           | 90             | 45        | 0         | 20 | 10 | 0  | —  |
| čtyřhra mužů | 500      | 300       | 180           | 90             | —         | —         | 20 | 0  | 0  | —  |
| dvouhra žen  | 280      | 180       | 110           | 60             | 30        | 1         | 18 | 14 | 10 | 1  |
| čtyřhra žen  | 280      | 180       | 110           | 60             | 1         | —         | —  | —  | —  | —  |

### Finanční odměny
| Soutěž                              | vítězové | finalisté | semifinalisté | čtvrtfinalisté | 16 v kole | 32 v kole | Q | Q2     | Q1     |
| ----------------------------------- | -------- | --------- | ------------- | -------------- | --------- | --------- | - | ------ | ------ |
| dvouhra mužů                        | $354 130 | $173 610  | $87 360       | $44 420        | $23 070   | $12 170   | — | $2 690 | $1 375 |
| čtyřhra mužů                        | $106 620 | $52 200   | $26 180       | $13 440        | $6 950    | —         | — | —      | —      |
| dvouhra žen                         | $43 000  | $21 400   | $11 500       | $6 175         | $3 400    | $2 100    | — | $1 020 | $600   |
| čtyřhra žen                         | $12 300  | $6 400    | $3 435        | $1 820         | $960      | —         | — | —      | —      |
| částka ve čtyřhře je uvedena na pár |          |           |               |                |           |           |   |        |        |

## Dvouhra mužů

### Nasazení
| Stát                          | Hráč                  | ATP | Nasazení |
| ----------------------------- | --------------------- | --- | -------- |
| Španělsko                     | Rafael Nadal          | 2.  | 1.       |
| Německo                       | Alexander Zverev      | 5.  | 2.       |
| Rakousko                      | Dominic Thiem         | 6.  | 3.       |
| USA                           | Jack Sock             | 8   | 4        |
| Jižní Afrika                  | Kevin Anderson        | 9.  | 5.       |
| Argentina                     | Juan Martín del Potro | 10. | 6.       |
| USA                           | Sam Querrey           | 12. | 7.       |
| USA                           | John Isner            | 18. | 8.       |
| Žebříček ATP k 19. únoru 2018 |                       |     |          |

### Jiné formy účasti
Následující hráčí obdrželi divokou kartu do hlavní soutěže:
- Lucas Gómez
- Thanasi Kokkinakis
- Jack Sock

Následující hráči postoupili z kvalifikace:
- Ričardas Berankis
- Alexandr Bublik
- Ernesto Escobedo
- Cameron Norrie

Následující hráči postoupili z kvalifikace jako tzv. šťastní poražení:
- Taró Daniel
- Mackenzie McDonald

### Odhlášení
před zahájením turnaje
- Marin Čilić → nahradil jej  Donald Young
- Alexandr Dolgopolov → nahradil jej  Nikoloz Basilašvili
- Steve Johnson → nahradil jej  Mackenzie McDonald
- Nick Kyrgios → nahradil jej  Peter Gojowczyk
- Rafael Nadal → nahradil jej  Taró Daniel

### Skrečování
- Nikoloz Basilašvili

## Mužská čtyřhra

### Nasazení
| Stát                                                                                   | Hráč          | Stát       | Hráč         | ATP | Nasazení |
| -------------------------------------------------------------------------------------- | ------------- | ---------- | ------------ | --- | -------- |
| Polsko                                                                                 | Łukasz Kubot  | Brazílie   | Marcelo Melo | 2.  | 1.       |
| Rakousko                                                                               | Oliver Marach | Chorvatsko | Mate Pavić   | 11. | 2.       |
| Spojené království                                                                     | Jamie Murray  | Brazílie   | Bruno Soares | 17. | 3.       |
| USA                                                                                    | Bob Bryan     | USA        | Mike Bryan   | 28. | 4.       |
| Žebříček ATP k 19. únoru 2018; číslo je součtem žebříčkového postavení obou členů páru |               |            |              |     |          |

### Jiné formy účasti
Následující páry obdržely divokou kartu do hlavní soutěže:
- Marcelo Arévalo /  Miguel Ángel Reyes-Varela
- David Marrero /  Fernando Verdasco

Následující pár postoupil z kvalifikace:
- Radu Albot /  Nikoloz Basilašvili

Následující pár postoupil z kvalifikace jako tzv. šťatný poražený:
- Max Mirnyj /  Philipp Oswald

### Odhlášení
před zahájením turnaje
- Marcelo Melo

## Ženská dvouhra

### Nasazení
| Stát                          | Hráčka                 | WTA | Nasazení |
| ----------------------------- | ---------------------- | --- | -------- |
| USA                           | Sloane Stephensová     | 13. | 1.       |
| Francie                       | Kristina Mladenovicová | 14. | 2.       |
| Austrálie                     | Darja Gavrilovová      | 26. | 3.       |
| Čína                          | Čang Šuaj              | 34. | 4.       |
| Rumunsko                      | Irina-Camelia Beguová  | 38. | 5.       |
| Francie                       | Alizé Cornetová        | 40. | 6.       |
| Ukrajina                      | Lesja Curenková        | 42. | 7.       |
| Německo                       | Tatjana Mariová        | 57. | 8.       |
| Žebříček WTA k 19. únoru 2018 |                        |     |          |

### Jiné formy účasti
Následující hráčky obdržely divokou kartu do hlavní soutěže:
- Kayla Dayová
- Darja Gavrilovová
- Renata Zarazúová

Následující hráčky se probojavaly do hlavní soutěže z kvalifikace:
- Jana Fettová
- Amandine Hesseová
- Jasmine Paoliniová
- Rebecca Petersonová
- Arantxa Rusová
- Dajana Jastremská

### Odhlášení
před zahájením turnaje
- Mona Barthelová → nahradila ji  Lara Arruabarrenová
- Kirsten Flipkensová → nahradila ji  Madison Brengleová
- Kaia Kanepiová → nahradila ji  Stefanie Vögeleová

### Skrečování
- Kateryna Kozlovová
- Dajana Jastremská

## Ženská čtyřhra

### Nasazení
| Stát                                                                                   | Hráčka              | Stát      | Hráčka                    | WTA  | Nasazení |
| -------------------------------------------------------------------------------------- | ------------------- | --------- | ------------------------- | ---- | -------- |
| Spojené království                                                                     | Anna Smithová       | Česko     | Renata Voráčová           | 82.  | 1.       |
| Austrálie                                                                              | Monique Adamczaková | Rusko     | Natela Dzalamidzeová      | 118. | 2.       |
| Rusko                                                                                  | Alla Kudrjavcevová  | Austrálie | Arina Rodionovová         | 136. | 3.       |
| Španělsko                                                                              | Lara Arruabarrenová | Španělsko | Arantxa Parra Santonjaová | 141. | 4.       |
| Žebříček WTA k 19. únoru 2018; číslo je součtem žebříčkového postavení obou členů páru |                     |           |                           |      |          |

### Jiné formy účasti
Následující pár obdržel divokou kartu do hlavní soutěže:
- Ana Sofía Sánchezová /  Renata Zarazúová

TNásledující pár nastoupil v roli náhradníka:
- Kristýna Plíšková /  Stefanie Vögeleová

### Odhlášení
před zahájením turnaje
- Bibiane Schoofsová

## Přehled finále

### Mužská dvouhra
- Juan Martín del Potro vs.  Kevin Anderson, 6–4, 6–4

### Ženská dvouhra
- Lesja Curenková vs.  Stefanie Vögeleová, 5–7, 7–6(7–2), 6–2

### Mužská čtyřhra
- Jamie Murray /  Bruno Soares vs.  Bob Bryan /  Mike Bryan, 7–6(7–4), 7–5

### Ženská čtyřhra
- Tatjana Mariová /  Heather Watsonová vs.  Kaitlyn Christianová /  Sabrina Santamariová, 7–5, 2–6, [10–2]